# 1929 no desporto

## Eventos

### Automobilismo
- 14 de abril - É realizado o primeiro Grande Prêmio de Mônaco e tendo o francês William Grover-Williams, o vencedor.

### Futebol
- 1 de janeiro - Fundação do Associazione Calcio Chievo Verona de Verona, Itália.
- 14 de maio - Fundação do América de Três Rios, do estado do Rio de Janeiro.

### Xadrez
- 31 de julho a 28 de agosto - Torneio de xadrez de Carlsbad de 1929, vencido por Aron Nimzowitsch.[1]

## Nascimentos
| Data            | Nome              | Profissão                 | Nacionalidade   | Observações | Ref    |
| --------------- | ----------------- | ------------------------- | --------------- | ----------- | ------ |
| 5 de fevereiro  | Graham Hill       | automobilista             | Inglaterra      | m. 1975     | [ 2 ]  |
| 23 de fevereiro | Elston Howard     | jogador de beisebol       | Estados Unidos  | m. 1980     | [ 3 ]  |
| 10 de abril     | Mike Hawthorn     | automobilista             | Inglaterra      | m. 1959     | [ 4 ]  |
| 22 de abril     | John Nicks        | patinador artístico       | Reino Unido     |             |        |
| 14 de maio      | Gump Worsley      | jogador de hóquei no gelo | Canadá          | m. 2007     | [ 5 ]  |
| 17 de junho     | Tigran Petrosian  | jogador de xadrez         | União Soviética | m. 1984     | [ 6 ]  |
| 25 de junho     | Helmut Seibt      | patinador artístico       | Áustria         | m. 1992     |        |
| 13 de julho     | Sofia Muratova    | ginasta                   | União Soviética | m. 2006     | [ 7 ]  |
| 15 de agosto    | Georgios Roubanis | atleta, saltador com vara | Grécia          | m. 2025     | [ 8 ]  |
| 23 de agosto    | Zoltán Czibor     | futebolista               | Hungria         | m. 1997     | [ 9 ]  |
| 17 de setembro  | Stirling Moss     | automobilista             | Inglaterra      | m. 2020     | [ 10 ] |
| 22 de outubro   | Lev Yashin        | futebolista               | União Soviética | m. 1990     | [ 11 ] |
| 5 de novembro   | Lennart Johansson | dirigente desportivo      | Suécia          | m. 2019     | [ 12 ] |
| 17 de dezembro  | Frances Dafoe     | patinadora artística      | Canadá          | m. 2016     | [ 13 ] |
| 20 de dezembro  | Carlo Fassi       | patinador artístico       | Itália          | m. 1997     | [ 14 ] |

## Mortes
| Data            | Nome             | Profissão | Nacionalidade  | Observações | Ref |
| --------------- | ---------------- | --------- | -------------- | ----------- | --- |
| 24 de janeiro   | Wilfred Baddeley | tenista   | Reino Unido    | n. 1872     |     |
| 14 de fevereiro | Tom Burke        | atleta    | Estados Unidos | n. 1875     |     |